# Mundorf Tank
Die Mundorf Mineralölhandels-GmbH & Co. KG ist ein deutscher Mineralölhändler mit Sitz in Siegburg. Mundorf betreibt 23 Tankstellen im Rheinland, davon 18 unter der Marke Mundorf Tank. Die Firma befindet sich im Besitz der Familie Mundorf.

## Geschichte
1952 wurde von Walter Mundorf ein Autoverleih mit einem Fahrzeug eröffnet. Bereits zu Jahresende wurde die erste Zapfsäule installiert. Die erste Tankstelle wurde dann 1956 in Siegburg gebaut. Bis 1964 wurden dann insgesamt 28 Tankstellen eröffnet. Anfang der 1980er Jahre traten die Kinder Martina und Klaus Mundorf in die Geschäftsführung ein. Walter Mundorf stirbt 1998. 
In den Jahren 1998 bis 2019 war Mundorf offizieller Kraftstofflieferant am Nürburgring. Danach wurde er von TotalEnergies abgelöst. Nach dem Tod von Klaus Mundorf im Jahr 2017 wird das Unternehmen heute in dritter Generation von Fabio und Luca Mundorf geführt. 

## Unternehmen heute
Mundorf betreibt heute 23 Tankstellen. Dabei handelt es sich um eine Autobahn-Tankstelle unter der Marke Shell, vier Supermarkt-Tankstellen unter SB-Tank am HIT und 18 Tankstellen unter der Bezeichnung Mundorf Tank. Die überwiegende Zahl der Tankstellen (17) wird von Pächtern geführt, ein kleiner Teil (6) wird eigenbewirtschaftet, darunter die Autobahn-Tankstelle Siegburg-West.
Die Kraftstoffe für alle Tankstellen werden von der Shell geliefert.